# Jakobsplan (Eisenach)

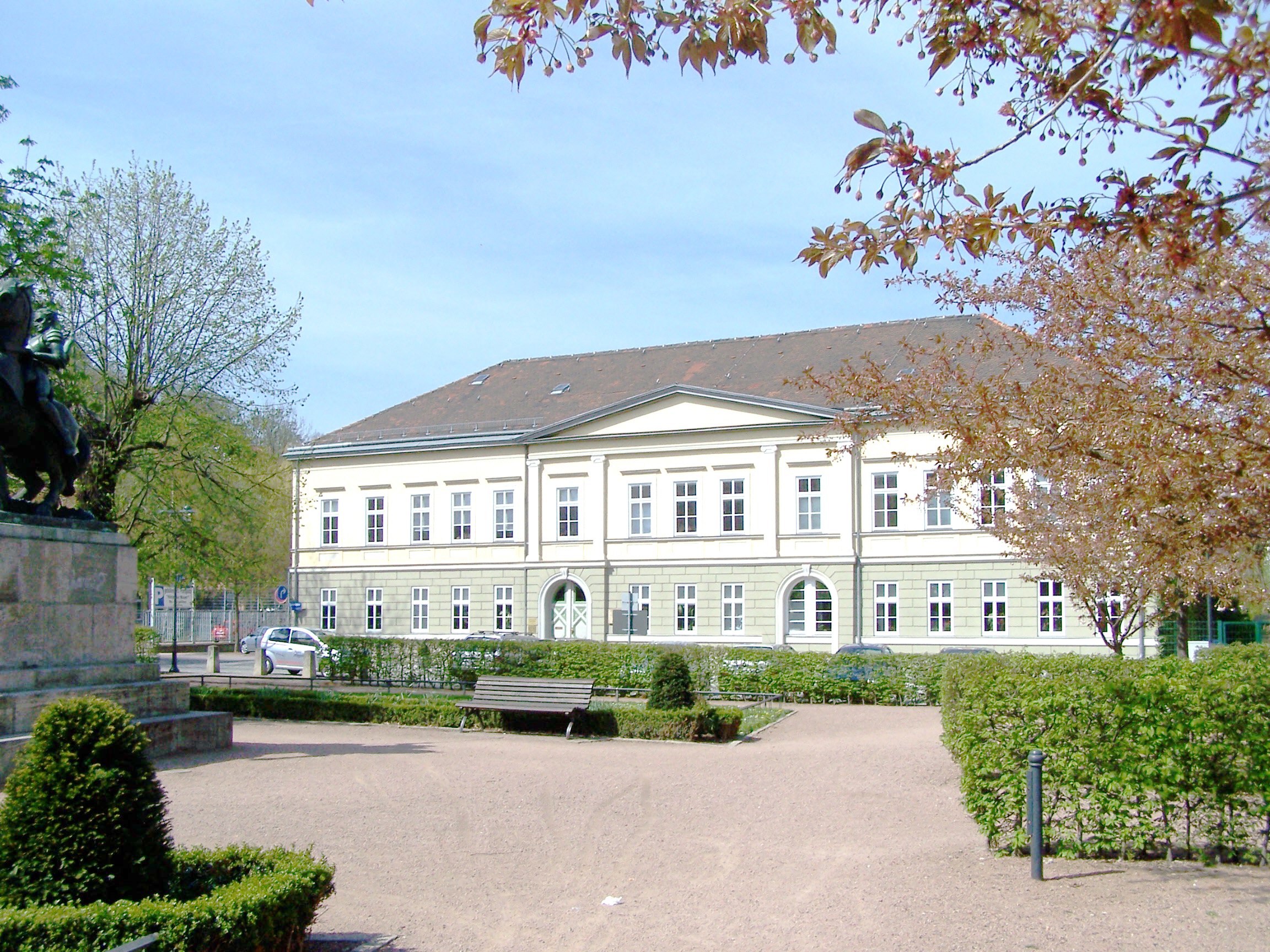
Palais Bechtolsheim

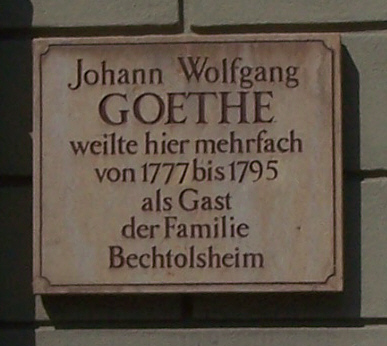
Goethe-Tafel am Palais Bechtolsheim

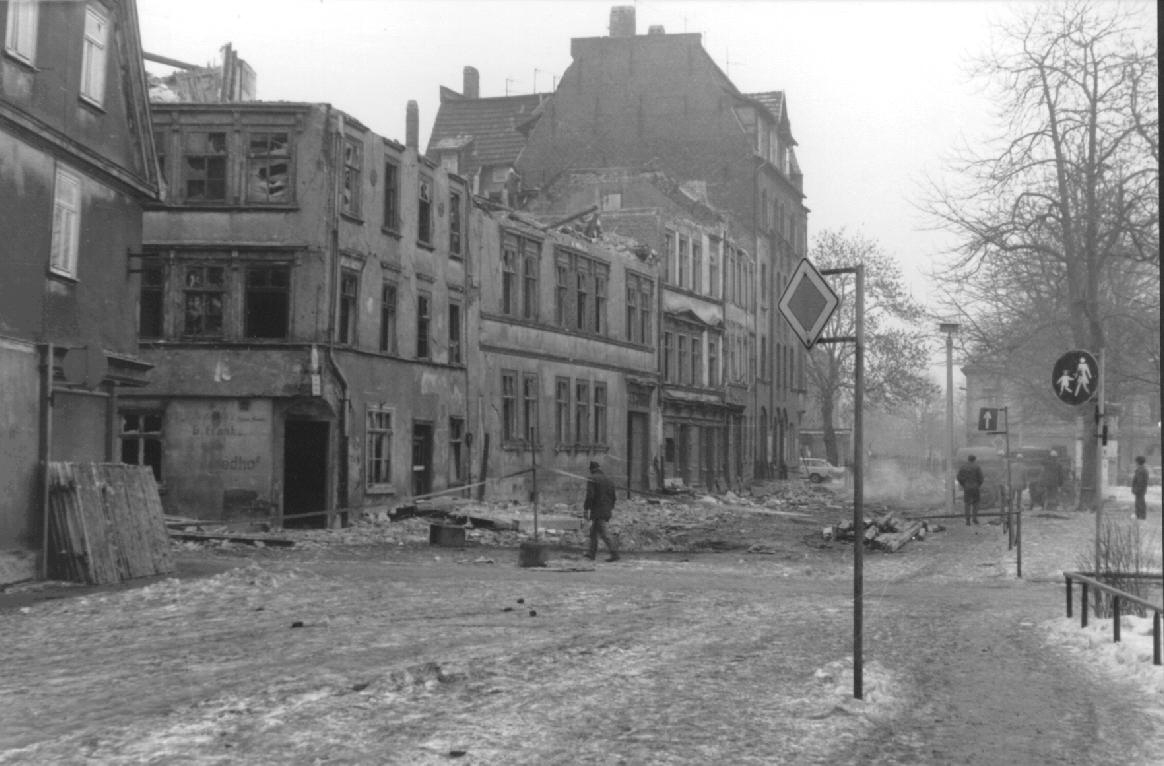
Abrissarbeiten an der Südseite des Jakobsplan 1988

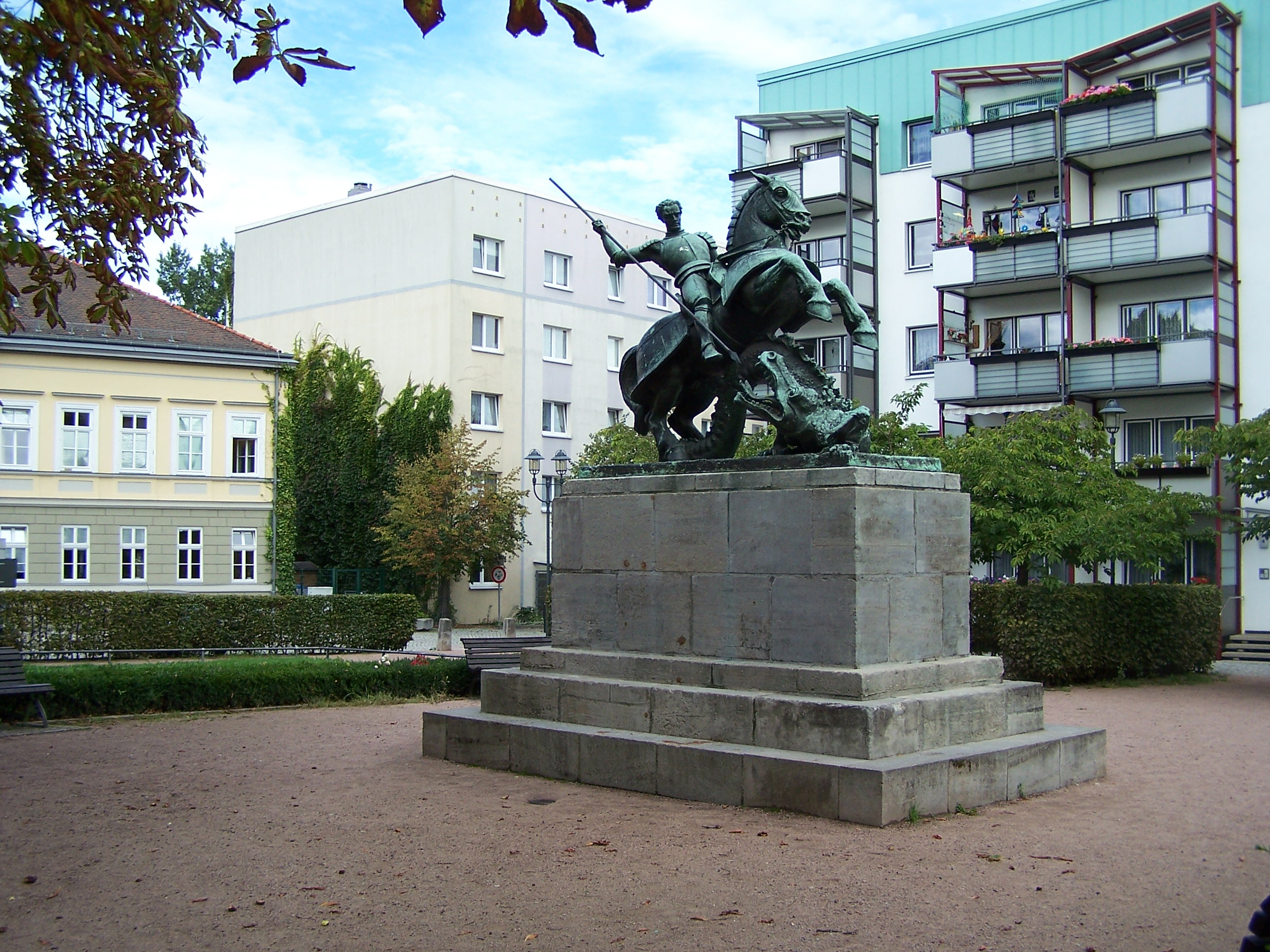
Panzerreiterdenkmal

Der Jakobsplan ist ein Straßenzug und Platz in der Innenstadt von Eisenach.

## Geschichte
Der Name des Platzes geht auf eine mittelalterliche Kapelle, die Jakobskirche, zurück, die abgebrannt war. Der Thüringer Chronist Johannes Rothe (um 1360–1434) berichtet, dass sich hier eine Taverne befunden habe. Sie soll als einzige überhaupt in der Stadt der Landgräfin Elisabeth von Thüringen und ihren Kindern Obdach gewährt haben, als sie der Wartburg den Rücken gekehrt hatte. Am Jakobsplan 9 befindet sich das Palais Bechtolsheim. Eine Gedenktafel daran erinnert an Besuche von Johann Wolfgang von Goethe bei der Familie Bechtolsheim von 1777 bis 1795. 
Lange Zeit war dieser Bereich nicht sehr angesehen. Auch von kotigen Wegen ist die Rede. Unter Herzog Carl August besserte sich das und der Jakobsplan wurde zu einer Zierde der Stadt.
1947 wurde das  1938/39 von Erich Windbichler geschaffene Panzerreiterdenkmal, eine Darstellung des heiligen St. Georg, auf den Platz vor dem Palais Bechtolsheim transloziert. Der nördliche Teil der Bebauung wurde in den 1970er Jahren abgerissen und durch Plattenbauten ersetzt. 1988 wurden Vorbereitungen für den Bau weiterer Wohnhäuser in Plattenbauweise getroffen und auch einige Gebäude an der Südseite des Platzes abgerissen. 1999 wurde die Grünanlage um das Panzerreiterdenkmal und das Denkmal selbst umfassend restauriert.
Vor dem Haus Jakobsplan 7 sind vier Stolpersteine für die Familie Rothfels eingelassen. Die Gebäude
Jakobsplan 1, 3, 5, 7 und 9 stehen auf der Liste der Kulturdenkmale in Eisenach#Ensembles.